# تیوپروپرآزین
تیوپروپرآزین (به انگلیسی: Thioproperazine) با فرمول شیمیایی C۲۲H۳۰N۴O۲S۲ یک ترکیب شیمیایی با شناسه پاب‌کم ۹۴۲۹ است. که جرم مولی آن ۴۴۶٫۶۲۹۲ g/mol می‌باشد. 